# Invisible Planets
Invisible Planets (oder Invisible Planets: Contemporary Chinese Science Fiction in Translation) ist eine Science-Fiction-Anthologie aus dreizehn Kurzgeschichten und drei Essays verschiedener chinesischer Schriftsteller, nämlich Chen Qiufan, Xia Jia, Ma Boyong, Hao Jingfang, Tang Fei, Cheng Jingbo und Liu Cixin. Zusammengestellt und übersetzt wurden die Kurzgeschichten von Ken Liu. Veröffentlicht wurde die Anthologie von Bloomsbury Publishing im März 2016.

## Inhalt

### Kurzgeschichten
- The Year of the Rat von Chen Qiufan, zuerst veröffentlicht auf Chinesisch in Science Fiction World im Mai 2009, zuerst veröffentlicht auf Englisch in The Magazine of Fantasy & Science Fiction im Juli/August 2013
- The Fish of Liliang von Chen Qiufan, zuerst veröffentlicht auf Chinesisch in Science Fiction World im Mai 2006, zuerst veröffentlicht auf Englisch in Clarkesworld im August 2011
- The Flower of Shazui von Chen Qiufan, zuerst veröffentlicht auf Chinesisch in ZUI Ink-Minority Report im Jahr 2012, zuerst veröffentlicht auf Englisch in Interzone im November/Dezember 2012
- A Hundred Ghosts Parade Tonight von Xia Jia, zuerst veröffentlicht auf Chinesisch in Science Fiction World im August 2010, zuerst veröffentlicht auf Englisch in Clarkesworld im Februar 2012
- Tontong's Summer von Xia Jia, zuerst veröffentlicht auf Chinesisch in ZUI Novel im März 2014, zuerst veröffentlicht auf Englisch in Upgraded im Jahr 2014
- Night Journey of the Dragon-House von Xia Jia, zuerst veröffentlicht auf Englisch in dieser Anthologie
- The City of Silence von Ma Boyong, zuerst veröffentlicht auf Chinesisch in Science Fiction World im Mai 2005, zuerst veröffentlicht auf Englisch in World SF Blog im November 2011
- Invisible Planets von Hao Jingfang, zuerst veröffentlicht auf Chinesisch in Lightspeed im Februar-April 2010, zuerst veröffentlicht auf Englisch in Lightspeed im Dezember 2013
- Folding Beijing von Hao Jingfang, zuerst veröffentlicht auf Chinesisch in ZUI Found im Februar 2014, zuerst veröffentlicht auf Englisch in Uncanny im Januar/Februar 2015
- Call Girl von Tang Fei, zuerst veröffentlicht auf Chinesisch in Nebula im August 2014, zuerst veröffentlicht auf Englisch in Apex in Juni 2013
- Grave of the Fireflies von Cheng Jingbo, zuerst veröffentlicht auf Chinesisch in Science Fiction: Literary im Juli 2005, zuerst veröffentlicht auf Englisch in Clarkesworld im Januar 2014
- The Circle von Liu Cixin, zuerst veröffentlicht auf Englisch in arbide Tipped Penss im Jahr 2014
- Um Götter muss man sich kümmern von Liu Cixin, zuerst veröffentlicht auf Chinesisch in Science Fiction World im Januar 2005, zuerst veröffentlicht auf Englisch in Pathlight im April 2012

### Essays
- "The Worst of All Possible Universes and the Best of All Possible Earths: Three-Body and Chinese Science-Fiction" von Liu Cixin[2][3]
- "The Torn Generation: Chinese Science Fiction in a Culture in Transition" von Chen Qiufan[4]
- "What makes Chinese Science Fiction Chinese?" von Xia Jia[5]

## Hintergrund
Im April 2017 kündigte Hao Jingfang an, dass eine Verfilmung von Peking falten unter dem Titel Folding City unter der Regie von Josh Kim von Wanda Media in der Entwicklung ist. Im Jahr 2024 ist die Verfilmung weiterhin in Entwicklung.
Um Götter muss man sich kümmern erschien ebenfalls in der Sammlung Die wandernde Erde von Liu Cixin und hat eine Fortsetzung, die Kurzgeschichte Die Versorgung der Menschheit, welche den Galaxy Award im Jahr 2005 gewann.

## Auszeichnungen
Folding Beijing gewann den Hugo Award für die beste Novelette im Jahr 2016.

## Kritik
Publishers Weekly schrieb, dass obwohl die Kurzgeschichten bezüglich Thema und Herangehensweise sehr unterschiedlich sind, alle dennoch mit visionärem Umfang und Reichweite beeindrucken („although greatly varied in theme and approach, all of these stories impress with their visionary sweep and scope“). Dabei zeigen die drei Essays über die Bedeutung der Science-Fiction und dessen Autoren in China die Nachdenklichkeit von Ken Liu bei der Zusammenstellung der hervorragenden Anthologie („the inclusion of three essays on the significance of science fiction to China and its writers underscores the thoughtfulness that Liu put into curating this superb compilation“).
Stephanie Chan schrieb auf Strange Horizons, dass sich weiterhin die Idee der generellen Regel halte, dass der Osten alt, mystisch und undurchschaubar sei, doch dies genau die Annahme sei, vor der Ken Liu warnt („the idea persists that the East is, as a general rule, old, mystical, unknowable. But this is exactly the set of assumptions that translator and editor Ken Liu warns against“). Obwohl die Kurzgeschichten einen kulturellen Kontext haben, welcher nicht ignoriert werden kann („the stories live in a cultural context that cannot be ignored“), breiten sich diese fantastisch über eine chinesische Perspektive und die Interpretation des Westens aus („seem to occupy a fascinating space: telling tales through a perspective that is uniquely Chinese as well as through a Chinese interpretation of Western stories“). Dabei ist die Anthologie übersät mit vertrauten Wahrzeichen und Ideen in einer Landschaft, die deutlich anders ist („is strewn with familiar landmarks and ideas in a landscape that is notably distinct“), und die Kurzgeschichten seien größtenteils erfolgreich und bieten oft eine interessante Interpretation bekannter Ideen und Motive („are largely successful and often offer an interesting take on familiar ideas and motifs“).
Kirkus Reviews schrieb, dass die Anthologie die besten Teile von sowohl der Science-Fiction als auch übersetzten fremdsprachigen Texten repräsentiere, die außerirdisch wirken mögen, aber doch zeitgenössische Themen geschickt neu interpretieren, um eine neue Sicht auf vertraute menschliche Erfahrungen zu geben („represent the best in both science fiction and works in translation, detailing situations that appear alien on the surface but deftly reframe contemporary issues to give readers a new view of familiar human experiences“). Herausgekommen sei dabei eine phänomenale Anthologie kurzer spekulativer Fiktion („phenomenal anthology of short speculative fiction“).